# America primo amore
(Mario Soldati, in America primo amore)
America primo amore è uno dei più celebri libri di Mario Soldati, pubblicato nel 1935. L'opera raccoglie i reportages, riveduti, pubblicati durante la sua permanenza negli Stati Uniti: è l'occhio emozionato di un giovane italiano proveniente dall'Italia fascista, la felicità di scordare la retorica e il conformismo imperanti durante la dittatura.

## Tema
Nell'autunno 1927 Mario Soldati si laurea in Storia dell'arte con una tesi sul pittore Boccaccio Boccaccino, relatore Lionello Venturi. Ottiene una prima borsa di studio della durata di tre anni. All'inizio del terzo anno Venturi gli offre una seconda borsa di studio, questa volta per insegnare all'estero: alla Columbia University di New York. Nel novembre 1929 Soldati s'imbarca sul Conte Biancamano. Nella metropoli americana è docente, dal febbraio 1930, di Storia dell'arte italiana per due quadrimestri. Successivamente, dissapori con gli italianisti d'oltreoceano gli impediscono di consolidare la sua posizione universitaria. Allora Soldati si pone un nuovo obiettivo: prendere la cittadinanza americana. Cessato l'incarico non ritorna in Italia e si impegna a trovare un lavoro. Ma i suoi tentativi di inserimento negli USA non producono l'esito desiderato. Soldati rientra in patria col piccolo mercantile Ida a Trieste nel gennaio 1931, anche se tornerà negli USA nel 1932 e 1933, con la moglie americana Marion. Il libro narra l'esperienza dell'autore in maniera autobiografica.
La prima edizione, della casa editrice Bemporad (1935), si divide in due parti: la prima  contiene i reportage - riscritti e modificati per la pubblicazione in volume - che Soldati scrisse da New York soprattutto per il quotidiano «Il Lavoro» di Genova. La seconda parte fu terminata in Italia, nel 1934, durante i due anni di ritiro a Corconio, sul lago d'Orta. Contiene: Lontananza\ Voci americane; Recitativo obbligato; Cartolina di New York; Italoamericani; \ Amore a Brooklyn; Principesse di Manhattan; Subway; Sixth Avenue; Trinity Church; Harlem; Bowery; \ Prima notte a Chicago; La barbieria di Al Capone; Mani in alto; U.S. Hotel; \ Cinematografo; \ Cattolici americani; Professori americani; \ Il Duca di Solimena; \ Week-end; \ Times Square; \ Ricordo di Washington.
La successiva edizione aumentata è stata stampata da Einaudi nel 1945 (con un nuovo capitolo, Domenica) nella collana Saggi; l'opera si divide in cinque sezioni (Arrivi, New York, Chicago, Risentimenti e Addii) più un prologo (Lontananza).
Le edizioni successive furono edite da:
- Garzanti nel 1956 (con una prefazione inedita);
- Mondadori nel 1959 (con nuova prefazione); negli Oscar, con introduzione di Giovanni Raboni (mancante il capitolo I giornali all'alba) per diverse edizioni successive;
- Sellerio ha ripubblicato il libro nell'ottobre 2003, a cura di Salvatore Silvano Nigro, contenente anche un'appendice (I giornali all'alba) e un allegato (La copertina dell'America di Carlo Levi);
- L'ultima edizione, risalente al 2011, è contenuta nel terzo e ultimo volume dei Meridiani Mondadori, dedicati a raccogliere le opere di Mario Soldati, intitolata America e altri amori, vasta silloge di scritti di viaggio, saggi e note.

## Edizioni
- America primo amore, collana Frontiere n. 5, R. Bemporad & F.o, Firenze 1935
- America primo amore, Nuova edizione aumentata, collana Saggi n. 66, Einaudi, Roma 1945
- America primo amore, collana I saggi, Garzanti, Milano 1956
- America primo amore, Collana Narratori italiani, Opere di Mario Soldati vol.II, Milano, Mondadori, 1959,  pp. 264, cap. 5 + 1. - Introduzione di Giovanni Raboni, Collana Oscar, Mondadori, 1976; Collana Oscar documenti, 1981; Introd. di Laura Barile, Collana Oscar, Mondadori, 1990.
- America primo amore, a cura di Natalia Ginzburg, Emme, 1975.
- in  Opere, Vol.I, a cura di Cesare Garboli, Milano, Rizzoli, 1991.
- America primo amore, a cura di Salvatore Silvano Nigro, Collana La memoria n. 569, Palermo, Sellerio, 2003.
- America e altri amori. Diari e altri scritti di viaggio, Collana I Meridiani, Milano, Mondadori, 2011.